# (4671) Drtikol
(4671) Drtikol (1988 AK1) – planetoida z grupy pasa głównego asteroid okrążająca Słońce w ciągu 3,69 lat w średniej odległości 2,39 j.a. Odkryta 10 stycznia 1988 roku.
Została nazwana na cześć czeskiego fotografa i malarza Františka Drtikola.